# Felip Graugés i Camprodon
Felip Graugés i Camprodon (L'Estany, Moianès, 1889 — Barcelona, 27 de juny de 1973) fou poeta i periodista.

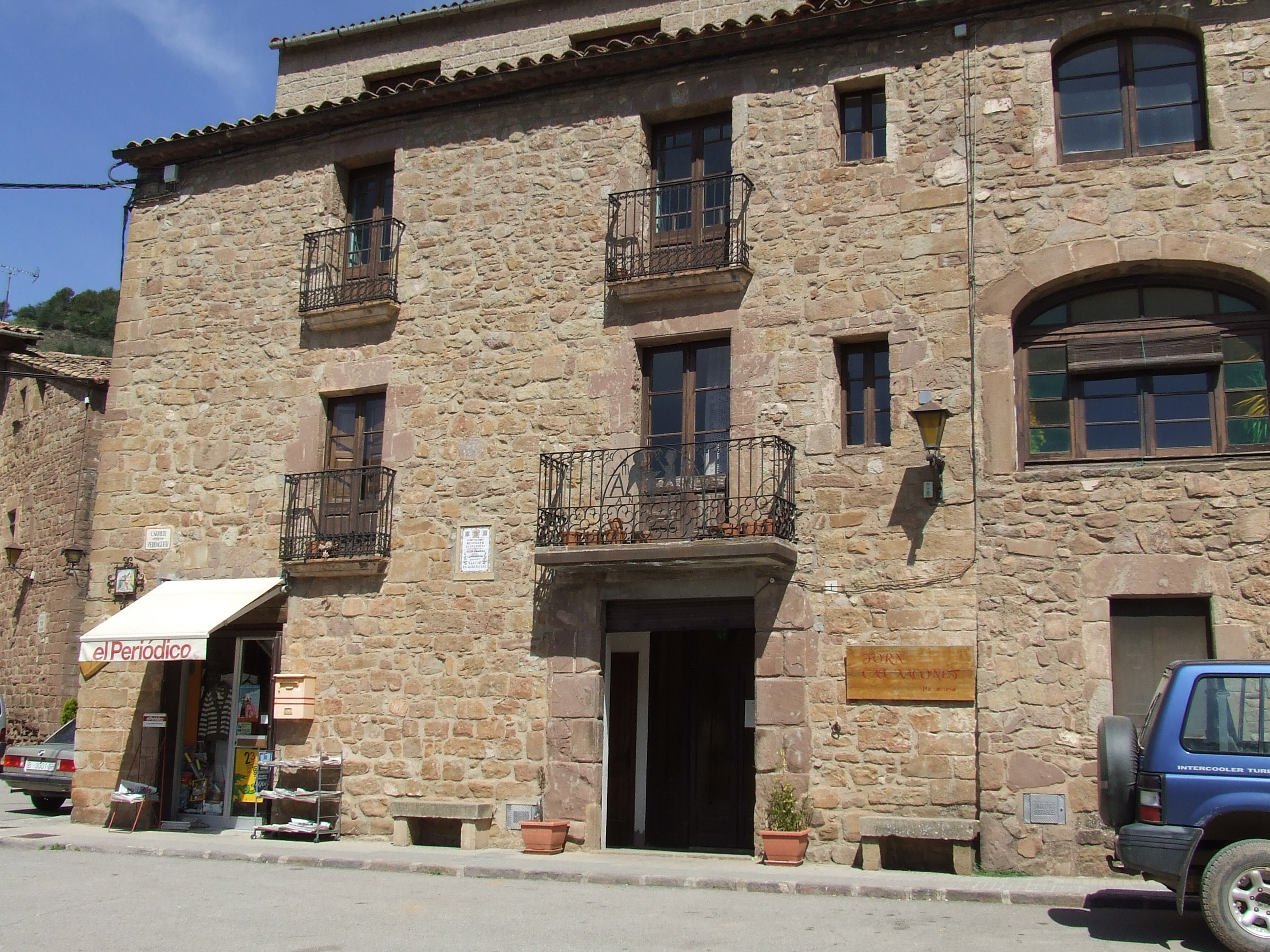
Casa pairal del Ferrer de l'Estany, Felip Graugés i Camprodon

Fill d'un ferrer i de formació autodidàctica, es va traslladar a Barcelona l'any 1926, on va col·laborar amb el crític Josep Maria Capdevila i amb l'historiador i periodista Antoni Rovira i Virgili. Fou redactor de les revistes La Publicitat i El Matí i va ser administrador de La Nau. En aquesta etapa de la seva vida entrà en contacte amb la intel·lectualitat catalana del moment, especialment amb els escriptors actius en els ambients periodístics barcelonins, com ara Santiago Rusiñol, Ferran Canyameres, etc.
Va participar assíduament als Jocs Florals de Barcelona. El 1931 va guanyar la Viola d'or i d'argent amb el poema Passa la Verge pel cel de febrer. El 1935 l'Englantina d'or per Altars vora el camí. I el 1936 la Flor Natural per Geòrgica tardoral i va ser proclamat Mestre en Gai Saber.
La seva poesia, amb influència de Francis Jammes, recull la frescor i la tradició de la vida rural i religiosa. Malgrat que el seu ofici ja no era el de ferrer, fou conegut en els ambients literaris de Barcelona com el Ferrer de l'Estany.

## Obra literària
- Camps a través (1924)
- Balada del pessebre (1958)
- Musa rústica (1973)[3]

### Poemes presentats als Jocs Florals de Barcelona[4]
- Passa l'amor (1916)
- De l'alta serra (1916 i 1917)
- Nit de Maig (1917)
- El serrat dels lliris (1917)
- A punta de tardor (1917)
- El somrís de la noia malalta (1920)
- Or de la posta (1920)
- Idil·lis de color de viola (1921), 2n accèssit a la Viola d'or i d'argent
- Els lliris de la Verge (1921)
- Entorn de la masia (1921)
- Flors entre l'herbei (1922 i 1923)
- A l'ombra de la Seu (1922 i 1924)
- A una Mare de Déu camperola (1922, 1923, 1924 i 1926)
- El jardí que creix (1922, 1923, 1924, 1926, 1927, 1928, 1929 i 1930)
- Instants florits d'amor (1923)
- Les velletes humils (1923, 1924 i 1926), 2n accèssit a la Viola d'or i d'argent el 1926
- Poema ciutadà (1923, 1924, 1929 i 1930)
- L'infant i el Sant Crist (1924)
- Oració a Sant Josep (1924 i 1926)
- Elogi del nostre claustre (1924, 1926, 1927, 1928, 1929 i 1930)
- El Somriure de la Ciutat (1926 i 1927)
- Joiells (1926, 1927 i 1928)
- La Seu daurada de Sol (1926, 1927, 1928, 1929 i 1930)
- Musa rústica (1927), premi extraordinari dels Mantenidors
- L'Ametller de l'hort pairal (1927 i 1928)
- Estampes en marc d'or (1927, 1928, 1929 i 1930)
- Cançons de doble enyorança (1927, 1928, 1929, 1930 i 1931)
- Els roure de la Font d'Oró (1928)
- Cançó de la nit de Nadal (1930)
- Passa la Verge pel cel de febrer (1931), premi de la Viola d'or i d'argent
- Capella Rústica (1931 i 1932)
- Visions de la terra (1931, 1932 i 1933)
- Camins enllà (1932), 2n accèssit a la Viola d'or i d'argent
- Angelus (1932 i 1933)
- Flor en l'alba (1932 i 1933)
- Santa Llúcia (1932, 1933 i 1934)
- Matí al parc (1932, 1933 i 1934)
- Arran del crepuscle (1933 i 1934)
- Al·leluia (1933 i 1934)
- El plor de les campanes (1934), premi extraordinari dels Mantenidors
- Altars vora el camí (1934 i 1935), premi de l'Englantina d'or el 1935
- Camins de muntanya (1935), 1r accèssit a la Flor Natural
- Geòrgica tardoral (1936), premi de la Flor Natural